# Château de Sassenay
Le château de Sassenay est situé sur la commune de Sassenay dans le département français de Saône-et-Loire, à côté de l'église, sur une petite éminence.

## Description
La construction est précédée au sud d'une terrasse en terre-plein bordée d'un garde-corps dont les contours, de part et d'autre d'une rampe d'accès centrale en pente douce, dessinent un pan concave entre deux angles droits.
Le château est formé d'un corps central de plan rectangulaire, flanqué de deux ailes en légère avancée sur chacune de ses façades, la saillie étant nettement plus prononcée au sud qu'au nord. Le toit de tuiles du corps central, à deux versants, s'appuie à ses deux extrémités sur les toits à croupes des ailes. L'ensemble comprend un rez-de-chaussée et un étage percés de grandes baies rectangulaires et un étage de combles éclairé par des œils-de-bœuf et, sur les façades latérales, des lucarnes à ailerons couronnées de frontons.
Un gros pigeonnier circulaire subsiste dans une propriété voisine.
Le château, siège de la mairie et de l'école primaire, ne se visite pas.

## Historique
Maison de Rion
- fin XIIe siècle : le premier seigneur connu du lieu est Girard de Rion

Maison de Bourgogne-Montagu
- vers 1193 : Béatrix de Rion, fille du précédent, épouse Alexandre de Montagu, second fils du duc Hugues III de Bourgogne, qui devient seigneur de Sassenay
- Girard de Montagu, fils cadet du précédent, lui succède comme seigneur de Sassenay
- Guillaume, seigneur de Montagu, neveu du précédent, devient seigneur de Sassenay
- 1326 : Oudard, seigneur de Montagu, fils du précédent, se fait confirmer la possession de la maison forte
- 1349 : Henri, seigneur de Montagu, fils du précédent, meurt sans enfant

Maison de Damas
- 1349 : la terre revient à la sœur du précédent, Isabelle de Montagu, épouse de Robert Damas de Marcilly
- vers 1365 : à la mort du précédent, la seigneurie est partagée entre ses fils, Hugues Damas et Philibert Damas

Succession de propriétaires

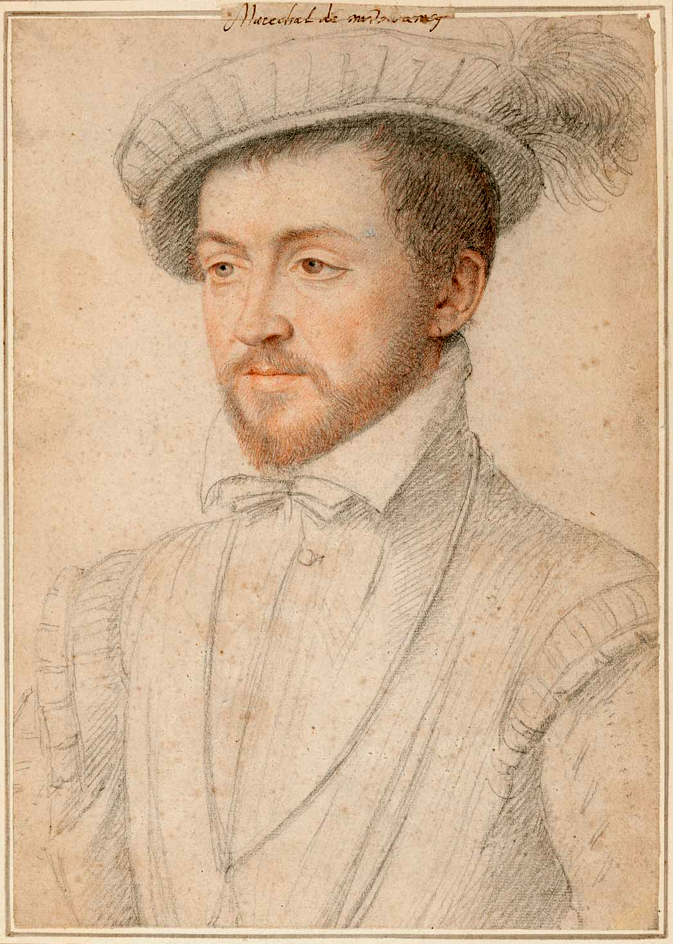
François de Montmorency

- milieu du XVe siècle : Marguerite de Damas, dame de Sassenay, épouse Hugues de Digoine, chevalier
- 1540 : François de Montmorency vend le fief à Denis de Pontoux
- 1572 : Anne de Pontoux, fille du précédent, apporte la terre à Bénigne Tisserand

Famille Bernard
- 1656 : le bien, reçu en héritage par Edme Régnier de Montmoyen, est confisqué sur sa succession et vendu à Bernard Bernard (prénom et nom...), président au Parlement; cette famille fera ériger la terre en marquisat et reconstruire le château, depuis longtemps laissé à l'abandon
- époque révolutionnaire : le château est pillé et dépouillé de ses grilles durant l'émigration d'Henri Bernard
- première moitié du XIXe siècle : Gaspard Victor Amédée Bernard de Sassenay succède à son père Gaspard Étienne Bernard de Sassenay
- 1840 : la famille Bernard se sépare du domaine

Période plus récente
- 1855 : la commune acquiert le château; elle y aménagera des locaux administratifs et des logements

### Armoiries

Armes des Damas
Armes des Digoine
Armes des Montmorency

- Rion : D’argent à une bande ondée d’azur, accompagnée en chef d’un oiseau de gueules et en pointe d’un tastevin de sable
- Bourgogne-Montagu : bandé d'or et d'azur de six pièces à la bordure de gueules, au franc quartier d'argent brochant
- Tisserand : D'azur au chevron d'or, et en pointe une coquille du même
- Régnier : D'azur à la croix dentelée d'argent, cantonnée de quatre molettes d'or
- Bernard de Sassenay : D'azur à une fasce d'or, chargée d'une molette d'azur, accompagnée en chef de deux coutelas passés en sautoir d'argent, les croisées ou poignées d'or, surmontant une hure de sanglier du même, et en pointe un étendard d'argent, posé en bande, lancé et ferré d'or

### articles connexes
- Liste des châteaux de Saône-et-Loire